# 紅襪國
紅襪國（英語：Red Sox Nation），或紅襪族，是指波士頓紅襪隊的球迷。「紅襪國」一詞是《波士頓環球報》的專欄作家內森·科布（Nathan Cobb）於1986年10月20日的一篇文章中首創。他談到1986年世界大賽期間，在康乃狄克州划分為支持紅襪和紐約大都會隊的球迷。

## 紅襪迷
紅襪的球迷們曾一度被丹尼斯·艾克斯利形容為「终极躁鬱症粉丝团」（ultimate manic-depressive fanbase）。紅襪迷會對球隊的比赛興奮過度 , 虽然他們也經常會為了紅襪隊感到痛苦失望，比如說高到爆的輸球比例。《波士頓環球報》專欄作家查理·皮爾斯則认为，應歸因於紅襪迷們自己持續著定居在波士頓清教徒的知識遺產：宿命论，且該地區的居民被灌输了根深柢固的加爾文主義－決定論。
其余的州對紅襪迷的反應不一。2011年，紅襪粉絲在《GQ》雜誌中被排名為第六差勁的美國球迷 ，只「落后」于排名第二差的美國職棒大聯盟費城費城人隊球迷 。紅襪迷被標記為「难以忍受的伪君子」（insufferable hypocrites）， 因为他们抱怨「紐約洋基隊是以高薪驅動的邪惡帝國」，但同时紅襪隊也維持了明顯超過幾乎每個大聯盟球隊的工资條件。包括在2007年時的9000万美元，明顯優於他的世界大賽挑戰者科羅拉多落磯隊。但在2010年的《福布斯》雜誌中，紅襪迷也被評為美國最好的體育運動迷，理據例如有：在客場的出席人數，和對球隊的全面奉獻等。

## 「官方」的紅襪國
2004年起，波士頓紅襪隊開始為紅襪迷提供官方的公民資格。只要花一點小錢，粉絲會收到寫有「紅襪國正式公民」的会员卡，还可獲得额外的紅襪商品折扣，與会员通讯。

### 總統
2007年夏，MLB.com在其紅襪粉絲區提供了讓「紅襪國正式公民」能登記參選在2008年賽季時的首任「紅襪國總統」（president of Red Sox Nation）的機會。
來自各方的自薦候選人，先由網站內部的工作人員削減到25人，然後一場对所有人开放的線上「初選」在8月举行，最後剩下10名參選人。11月的大部分时间里，這十個人於該網站的網誌上進行他們的竞选活动。11月27日，在波士頓大學的一處会所，有六名候選人參加了NBC新聞的提姆·拉瑟特主持的辯論會。（另外三人沒有出現，而多麗絲·卡恩斯·古德溫退出竞选）。最終選舉從2007年9月28日至10月2日在該網站舉行，也同樣向大眾公開。勝選者是前紅襪隊球員，現職節目解說嘉賓的傑里·雷米。
選後第二天，雷米在紅襪的季後賽系列開幕戰投出第一球。

### 州長
在傑里·雷米當選紅襪國「總統」後，他和他的「副總統」，綽號「Regular Rob」的克勞福德制定了「紅襪國五點計劃」，以作為他們第一年的工作指導。計畫的第一點，是在紅襪國各州任命「州長」作為會員代表。提案被redsox.com接受，每個州有總統和副總統所指定的代表，一開始有六個新英格蘭州被任命。2008年7月8日宣布的就職名單如下：
- 麻薩諸塞州：索格斯的Jared Carrabis
- 康涅狄格州：哈姆登的Karen Kupiec
- 緬因州：布倫瑞克（英语：Brunswick, Maine）的Rachel O. Yacouby
- 新罕布什爾州：漢尼克（英语：Henniker, New Hampshire）的Janice Page
- 羅德島州：桑德斯敦（英语：Saunderstown, Rhode Island）的Charles T. Schmidt, Jr.
- 佛蒙特州：林登維爾（英语：Lyndonville, Vermont）的Glen Jardine
- 佛羅里達州：坦帕的Alexa Jimenez
- 堪薩斯州：威奇托的Jonathan Sherman
- 俄亥俄州：威斯特維爾（英语：Westerville, Ohio）的Kristi Blausey

州長負責在他們的家鄉為球隊與紅襪國成員做更好的聯繫，及規劃看球聚會，以收集支持者的信息反饋給球隊。